# Бакон
Бакон (на унгарски: Bakony) е нископланински масив в Западна Унгария, част от системата на Средноунгарските планини. Простира се от югозапад на североизток на протежение около 80 km, ширина до 40 km и е разположен между езерото Балатон на югоизток и широката долина на река Марцал (десен приток на Раба, десен приток на Дунав) на запад и северозапад. На североизток чрез ниска седловина се свързва с възвишението Вертеш. На югоизток покрай езерото Балатон завършва с възвишението Балатон-Фелвидек, а на север – с възвишението Шокоро (317 m). Максимална височина връх Кьоришхед (709 m), издигаш се в обособения масив Есаки-Бакон. Изграден е основно от мезозойски варовици и доломити и отделни базалтови куполи. На места има развити карстови форми. На югоизток текат реките Гайя, Шед, Егер и др. от басейна на река Шио (десен приток на Дунав) и езерото Балатон, а на север и северозапад десните притоци на Марцал (Кидьош Патак, Торна, Хайягош, Битва, Геренце, Чангота-Ер, Шокорои-Бакон-Ер), Раба (Панджа и др.) и Дунав (Цухаи-Бакон-Ер, Цонцо и др.). Големи части от масива са заети от дъбови и букови гори, които се редуват с ливади и пасища. По склоновете му с южна експозиция се отглеждат лазя. Разработват се находища на кафяви и лигнитни въглища (Довечер, Дудар, Уркут), боксити (Нирад, Халимба, Еплен), манганова руда (Уркут, Еплен).